# Skillert
Skillert eller Tobleronen er en blandt mange betegnelser for den adskillelsesenhed, som bruges på supermarkeders transportbånd. 
Den består ofte af hård plastic og er for det meste formet som et V på hovedet eller et L.
Man ser sjældent en skillert uden en reklame enten støbt ind i plasticen eller sat fast udenpå.
Ordet er angiveligt foreslået af tv-programmet Rene ord for pengene

## Omdiskuteret navn
Endnu findes ikke noget officielt navn for adskillelsesenheden. Således tog Sproglaboratoriet på P1 d. 18. juli 2013 debatten op. Det blev til en liste med 65 alternative navne til dimsen, vi alle kender, men ikke kan finde ord for Næste kunde-skilt er også en mulighed
Dansk Sprognævn nævner vareadskiller eller vareskiller som et ord, der er opstået omkring 2000 og nu er "almindelige i det gængse danske sprog"
Ordet skillert er sjældent brugt og lidet kendt, og har ikke fået den modtagelse i det danske sprog, som Rene Ord for Pengene havde håbet på.[kilde mangler]